# Massabi
Massabi – miasto w Angoli, w prowincji Kabinda.